# Quintus Marcius Barea Sura
Quintus Marcius Barea Sura was een Romeinse staatsman en senator uit de 1e eeuw n.Chr. Hij was lid van de Gens Marcia en zoon van Quintus Marcius Barea Soranus. Hij had twee dochters: Marcia Furnilla, de laatste echtgenote van keizer Titus, en Marcia, die moeder was van keizer Trajanus.